# مارلين دارلينغ
مارلين دارلينغ (بالإنجليزية: Marilyn Darling)‏ هي عالمة أحياء دقيقة أسترالية، ولدت في 7 نوفمبر 1943 في بريزبان في أستراليا.